# Jorrit Bergsma
Pour les articles homonymes, voir Bergsma.
Jacob Jorrit Bergsma, né le 1er février 1986 à Oldeboorn, est un patineur de vitesse néerlandais spécialiste du 5 000 m et du 10 000 m. Il est champion du monde 2013 du 10 000 mètres puis champion olympique de cette discipline en 2014.
Il se marie à la patineuse de vitesse américaine Heather Richardson en mai 2015.

## Palmarès

### Jeux olympiques d'hiver
| Épreuve / Édition   | 500 mètres | 1 000 mètres | 1 500 mètres | 5 000 mètres                        | 10 000 mètres                      | Mass start | Poursuite par équipes |
| JO 2014 Sotchi      | —          | —            | —            | Médaille de bronze, Jeux olympiques | Médaille d'or, Jeux olympiques     | —          | —                     |
| JO 2018 Pyeongchang | —          | —            | —            | —                                   | Médaille d'argent, Jeux olympiques | —          | —                     |
| JO 2022 Pékin       | —          | —            | —            | 5e                                  | —                                  | —          | —                     |

Légende :
- : première place, médaille d'or
- : deuxième place, médaille d'argent
- : troisième place, médaille de bronze
- : pas d'épreuve
- — : Non disputée par le patineur
- DSQ : disqualifiée

### Championnats du monde
- Médaille d'or sur 10 000 m en 2013 à Sotchi
- Médaille d'or sur 10 000 m en 2015 à Heerenveen
- Médaille d'argent sur 5 000 m en 2013 à Sotchi
- Médaille d'argent sur 10 000 m en 2012 à Heerenveen
- Médaille d'argent sur 5 000 m en 2015 à Heerenveen

### Coupe du monde
- Vainqueur du classement du 5 000 m - 10 000 m en 2013, 2014 et 2015.
- 12 victoires.